# Grote Prijs Jean-Pierre Monseré
Grote Prijs Jean-Pierre Monseré – kolarski wyścig jednodniowy, rozgrywany w Belgii od 2012. Zaliczany jest do cyklu UCI Europe Tour, w którym posiada kategorię 1.1. Meta wyścigu znajduje się w Roeselare we Flandrii Zachodniej. Rozgrywany jest ku pamięci Jean-Pierre Monseré.

## Lista zwycięzców
| Rok  | Pierwsze                 | Drugie               | Trzecie             |          |
| ---- | ------------------------ | -------------------- | ------------------- | -------- |
| 2012 | Frédéric Amorison        | Paavo Paajanen       | Baptiste Planckaert |          |
| 2013 | Tom Van Asbroeck         | Wouter Wippert       | Baptiste Planckaert |          |
| 2014 | Guillaume Van Keirsbulck | Mathieu van der Poel | Iljo Keisse         |          |
| 2015 | Jürgen Roelandts         | Jérôme Baugnies      | Danny van Poppel    |          |
| 2016 | Lars Boom                | Stijn Steels         | Timothy Dupont      |          |
| 2017 | Laurens Sweeck           | Roy Jans             | Jérôme Baugnies     |          |
| 2018 | André Looij              | Pierre Barbier       | Kenny Dehaes        |          |
| 2019 | odwołany                 | odwołany             | odwołany            | odwołany |
| 2020 | Fabio Jakobsen           | Timothy Dupont       | Alfdan De Decker    |          |
| 2021 | Tim Merlier              | Mark Cavendish       | Timothy Dupont      |          |
| 2022 | Arnaud De Lie            | Dries De Bondt       | Hugo Hofstetter     |          |
| 2023 | Gerben Thijssen          | Caleb Ewan           | Sam Welsford        |          |
| 2024 | Jarne Van De Paar        | Timothy Dupont       | David Dekker        |          |
| 2025 | Alexys Brunel            | Stian Fredheim       | Michiel Coppens     |          |